# الدوري البلجيكي الممتاز 1905-06
الدوري البلجيكي الممتاز 1905-06 (بالفرنسية: Championnat de Belgique de football 1905-1906)‏ هو الموسم 11 من  الدوري البلجيكي الممتاز. أقيم خلال الفترة 1 أكتوبر 1905 وحتى 1 أبريل 1906، والذي يشرف على تنظيمه الاتحاد الملكي البلجيكي لكرة القدم، وكان عدد الأندية المشاركة فيه  10، وفاز فيه سانت خيلويزي.